# Constituição Civil do Clero

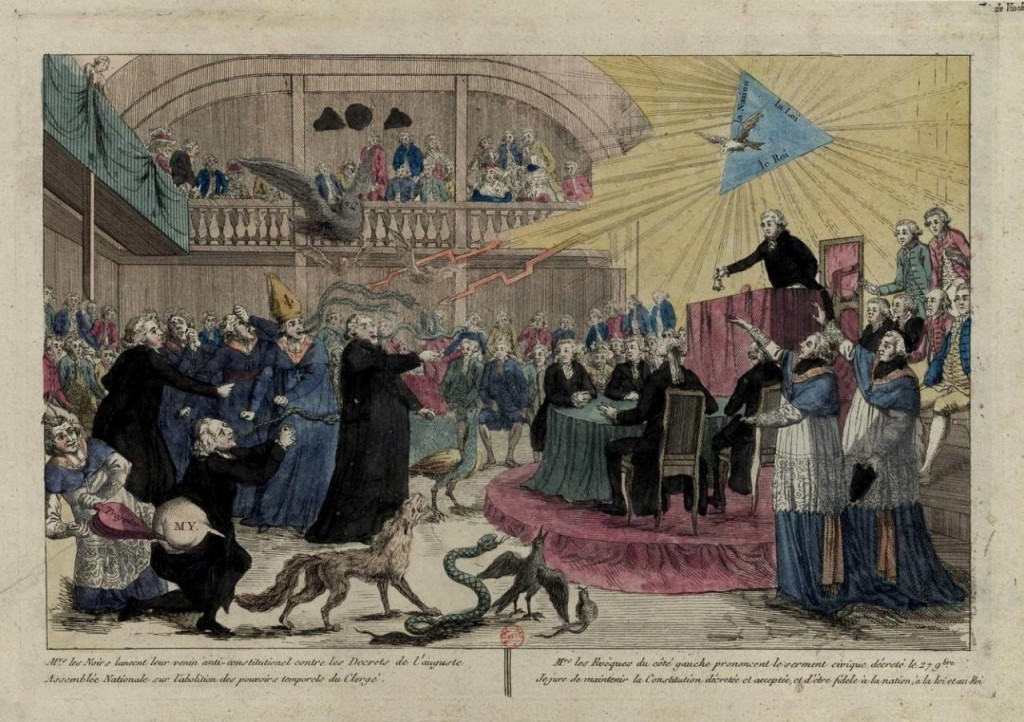
Assembleia Constituinte vota a Constituição Civil do Clero

A Constituição Civil do Clero foi um decreto votado no dia 12 de julho de 1790, pela Assembleia Nacional Constituinte francesa, que invalidou a Concordata de Bolonha de 1516. No dia 24 de agosto de 1790, Luís XVI sancionou o Decreto, ainda que contra sua vontade pessoal. Desse modo, o decreto converteu-se na lei que reorganizou unilateralmente o clero secular na França, instituindo uma nova Igreja, a Igreja Constitucional, e provocando a divisão do clero em constitucional e refratário. O objetivo da lei era reorganizar a Igreja Católica no país, transformando os sacerdotes em funcionários públicos eclesiásticos remunerados pelo Estado.
Em fevereiro de 1790, o clero regular já havia sido extinto. Além disso, a Constituição Civil do Clero determinou a secularização dos bens da Igreja e a supressão dos votos religiosos.
No dia 10 de março de 1791, o Papa Pio VI condenou a nova legislação, enquanto que o rei Luís XVI passaria a rejeitar os clérigos que tivessem jurado se submeter ao novo dispositivo legal.
Aqueles que, independente dos motivos, se recusaram a jurar, demoraram a pronunciar o juramento, ou manifestaram reserva foram classificados como reacionários.
Tal legislação, ao exigir uma adesão juramentada, resultou numa polarização ideológica. Com isso, a Revolução passou a ter mais um inimigo: o clero refratário. Por outro lado, a contrarrevolução tornou-se defensora da Igreja Católica subordinada ao Papa. Por outro lado, foi uma medidas que pretendia fortalecer a nova ordem política imposta.

## Antecedentes
Na noite de 4 de Agosto de 1789, a Assembleia Nacional Constituinte votou a favor da abolição dos privilégios feudais e do dízimo (que sustentava a Igreja Católica). Entretanto, essas medidas somente seriam sancionadas, pelo Rei Luís XVI, no dia 5 de outubro de 1789.

## O Clero e a Revolução
A França do século XVIII era marcada pelo íntimo convívio da Igreja Católica com a monarquia. Nela, o Clero ocupava a primeira ordem na hierarquia da sociedade. A religião católica, além de ser a oficial, era também a única cujo culto podia existir publicamente. Perseguições violentas às religiões protestantes eram normais na história francesa e apenas diminuíram no decorrer do século revolucionário. Inclusive, é apenas em 1787, através do Édito de Tolerância — duramente criticado nos cadernos do Clero — que os protestantes passam a ter direito ao registro civil e ao culto privado. 

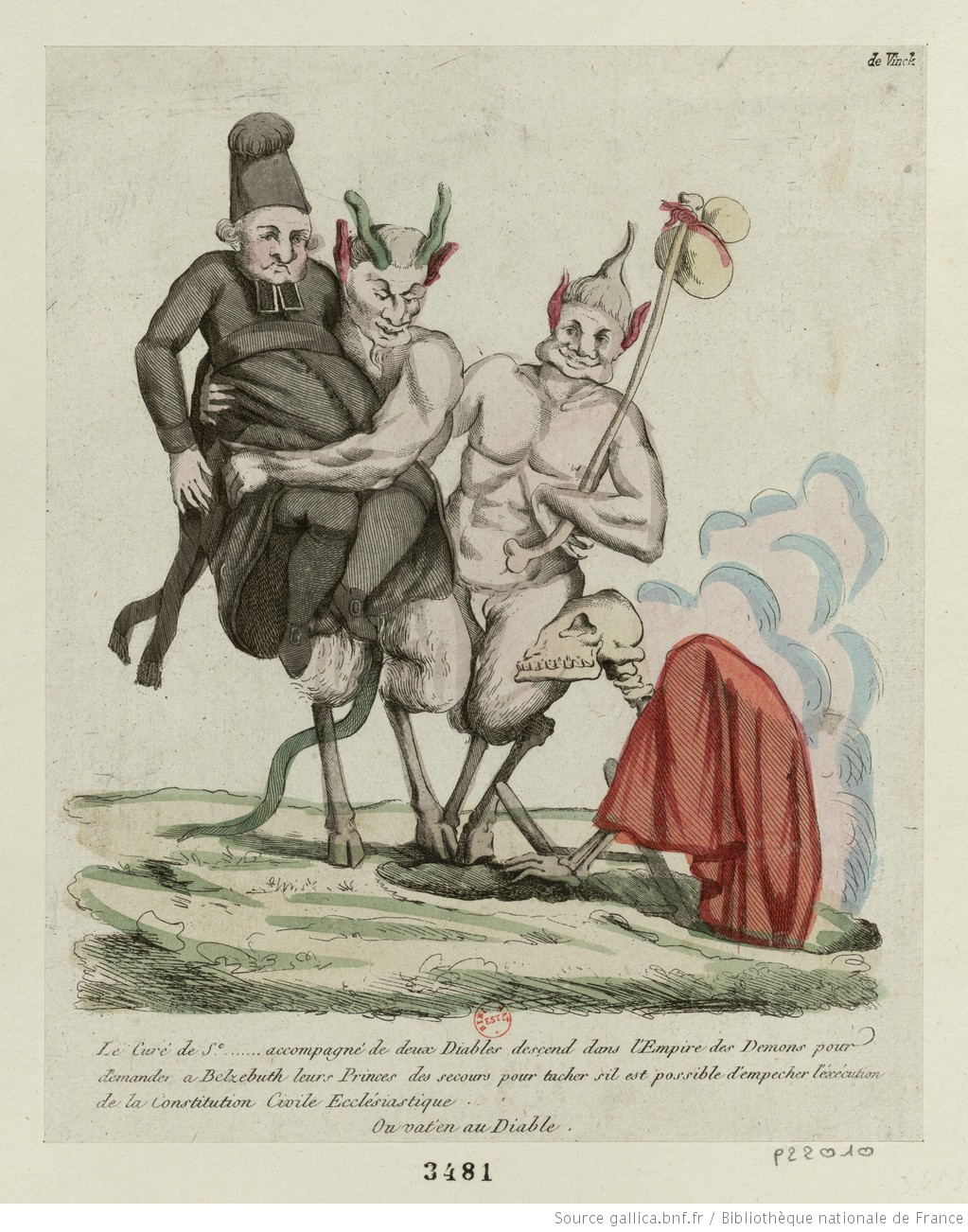
O Pároco desce ao Império dos Demônios para pedir a ajuda do Diabo a fim de impedir a execução da Constituição Civil do Clero

O catolicismo e o absolutismo andavam de mãos dadas e a religião predominava no país. Entretanto, nem ela ou a posição privilegiada do Clero estavam imunes a críticas. As elites do iluminismo já enxergavam a religião de forma ríspida, afrontando a instituição eclesiástica por causa de sua riqueza, de seus privilégios, “parasitismo” acentuado e, enfim, sua intolerância. É incontestável que o século XVIII é assinalado também por uma tendência à secularização, entretanto, essa não foi generalizada e uniforme. É, contudo, com o desenvolvimento do processo revolucionário que a questão religiosa surge.
Nos cadernos de reclamações do terceiro estado encontra-se a reprovação dos paroquianos diante das práticas de culto da Igreja, da revalorização dos párocos, do desvio dos dízimos, de sua riqueza exagerada somada ao poder de algumas abadias, do absentismo do prelado e do parasitismo das ordens religiosas. Disso sucede o combate exitoso do baixo Clero à hierarquia da instituição eclesiástica, esse que, desde então, passa a se solidarizar com as queixas do terceiro estado. Com efeito, a adesão do baixo Clero, reunindo também alguns prelados liberais, impulsiona a vitória do 14 de julho e encaminha a Revolução. 
O triunfo dos revolucionários traz à tona o debate da nova constituição, que não exclui as questões religiosas que já germinavam no solo francês. Conforme os princípios da Revolução se estabeleciam com firmeza, o conflito com a Igreja crescia, se acentuando de forma cada vez mais aguda, não deixando de fora nem mesmo aqueles que anteriormente abraçaram a causa. 
Em 8 de agosto de 1789, um membro da nobreza, marquês de Lacoste, sugeriu que os bens eclesiásticos deveriam pertencer à nação, a dízima deveria ser suprimida, os titulares deveriam receber uma pensão e os honorários dos bispos e párocos deveriam ser fixados pelas assembleias provinciais.
Dando continuidade ao assunto, em outubro, Talleyrand, bispo de Autun, até então defensor dos privilégios do Clero, se manifesta a favor da nacionalização dos bens da Igreja. Mirabeau, líder da Assembleia, sublinha a ideia de que a propriedade deveria ser da nação. Os legistas concluem, afinal, que o Clero não era proprietário ou possuidor, uma vez que o direito eclesiástico o proibia de possuir.
Fica decidido, em 2 de novembro de 1789, que os bens do Clero seriam disponibilizados em proveito da nação e a sua ordem abolida, privando os padres de recursos próprios. Em contrapartida, a resolução determinava que os padres, a partir daquele momento, deveriam ser funcionários públicos e, portanto, assalariados.
O conflito, porém, não se resume nessa única sentença. A Declaração do Homem e do Cidadão, publicada no mesmo ano, assegura a liberdade de opinião, inclusive a religiosa, como determina o artigo 10: “Ninguém pode ser admoestado por suas opiniões, inclusive opiniões religiosas”. A decisão incomoda profundamente parte do Clero que sequer suportava o Édito de Tolerância de 1787. Além disso, foi declarado o fim do dízimo e dos privilégios clericais, pois, como expresso no artigo 1, “os homens nascem e permanecem livres e iguais em direitos”.

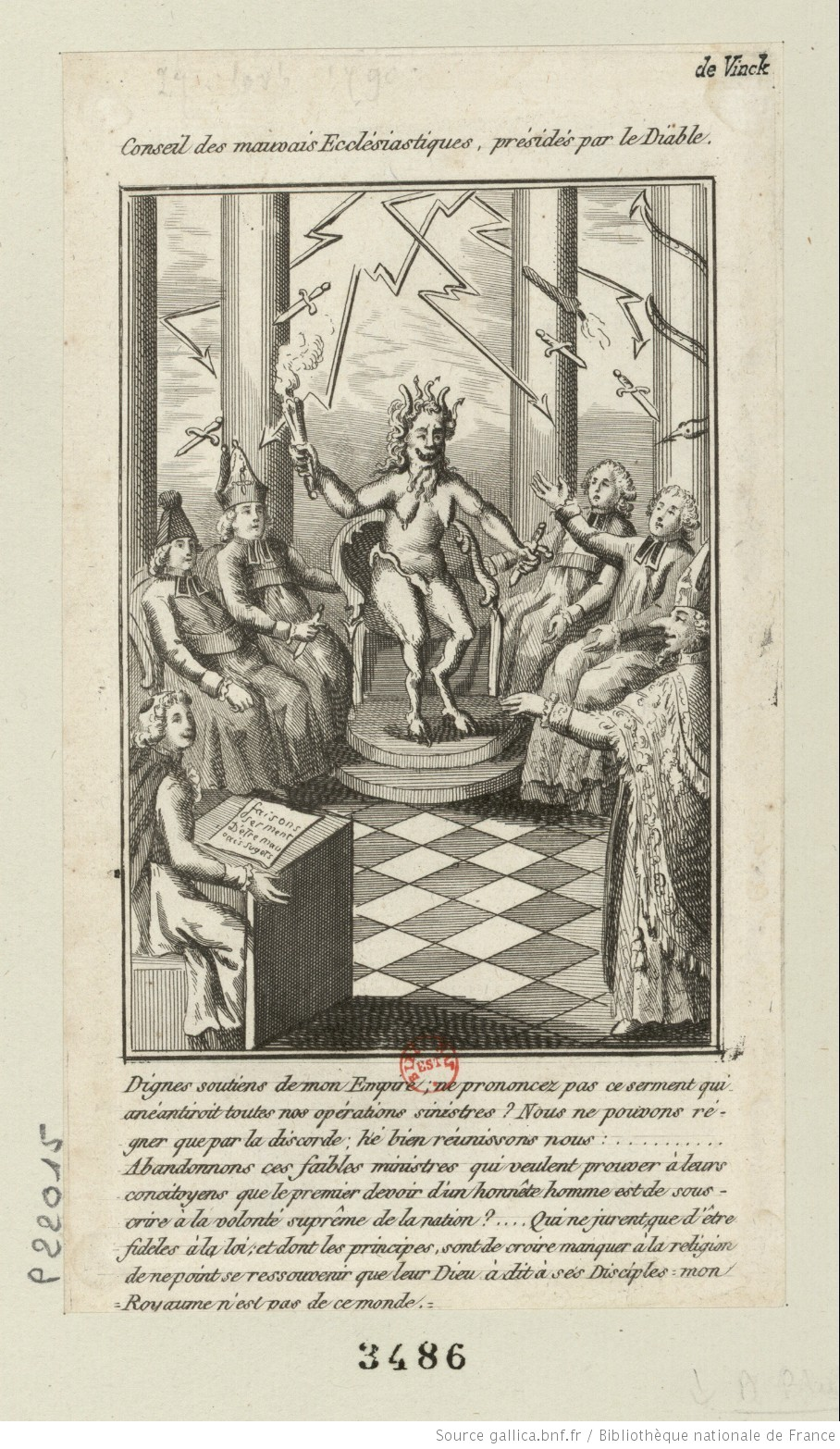
Conselho de Maus Eclesiásticos presidido pelo Diabo

A ideia de que o catolicismo não fosse mais uma religião de estado era insuportável para parte dos religiosos e foi motivo de revolta na região do Midi. Porém, boa parte dos constituintes era adepta aos ideais galicanos e hostil a Roma.  
Oficialmente votada em 1790, a Constituição Civil do Clero coloca um ponto final nas discussões sobre as reformas. Através dela inicia-se um afronte direto à lealdade romana absolutista da igreja. Com a reformulação do mapa eclesiástico e a instituição de uma diocese por departamento do território francês, o conflito era indispensável, tendo em vista que havia uma forte ligação dos bispos com suas antigas dioceses. 
Em 3 de janeiro de 1791, a Assembleia obrigou os padres a prestarem juramento à Constituição Civil do Clero. E, em 10 de março do mesmo ano, o sumo pontífice finalmente quebrou o silêncio, se manifestando firmemente contra os ideais da Revolução e sua filosofia, que seriam responsáveis por atacar a ordem divina. Nesse momento, há uma divisão na Igreja francesa: enquanto 52% dos padres prestam juramento, 48% se recusam a fazê-lo.[qual a fonte?]
A hostilidade entre revolucionários e católicos amadureceu com o passar do tempo e o anticlericalismo se intensificou entre os revolucionários, porém, até 1793 não havia uma forte ideia antirreligiosa. Em 29 de novembro de 1791, a Assembleia exigiu que todos, juramentados e não juramentados, prestassem um novo juramento e ficassem sob a vigilância das autoridades. Em maio do ano seguinte, com a declaração da guerra, é decretada a deportação de todos os não juramentados denunciados por mais de 20 cidadãos. Em agosto, todos os refratários foram obrigados a deixar o país e as prisões e deportações aumentaram excepcionalmente: 25 mil padres, no total, deixaram a França.[qual a fonte?]
Com o fim da monarquia constitucional, a queda da gironda e a ascensão dos jacobinos, inicia-se um período de descristianização que vai do inverno de 1793 até a primavera de 1794. Havia, entretanto, um esforço do líder revolucionário governante, Robespierre, que, aflito em perder o apoio popular, pretendia combater o ateísmo militante. A descristianização, portanto, não se tratava de uma política de Estado, mas sim de um movimento promovido por parte dos revolucionários mais extremados, denominados Herbertistas que se organizavam em torno do clube dos cordeliers.
A campanha propagada por esse grupo, tendo como epicentro Paris e a região central, consistia no fechamento de igrejas e no confisco da prataria enviada para a Convenção. Além disso, foi incentivado o ataque aos sacerdotes, que eram obrigados a abdicar de suas funções. A segunda etapa dessa campanha seria o estabelecimento de um novo culto, o da Razão, e as igrejas fechadas seriam transformadas em templos. As resistências a essa corrente se deram de maneira variada, como através da realização de “missas brancas”, isto é, rezas sem padres. Também houve resistência armada na região da Vendeia. Em 18 de floreal do ano II da Revolução, Robespierre, receoso, interrompeu a descristianização, proclamando a existência do Ser Supremo.
A partir da deposição dos jacobinos, e com o estabelecimento do governo do diretório, as ideias antirreligiosas já não tiveram mais força, entretanto, isso não significou o fim dos acordos que haviam resultado na submissão da Igreja ao Estado, durante os primeiros anos revolucionários. A vigilância contra os padres refratários, enxergados como potenciais contrarrevolucionários, continuou na maior parte do tempo. A política de exclusão dos refratários foi, todavia, cumprida de maneira desigual, se demonstrou um fracasso e houve um crescimento expressivo do retorno de padres emigrados. A Igreja, portanto, se recompunha, aos poucos, de maneira clandestina, o que era uma ameaça aos patriotas.
De qualquer forma, não é possível falar em uma plena restauração da Igreja Católica. O episódio revolucionário alterou profundamente o cenário religioso francês, promovendo imensas transformações na ordem do Clero e criando uma conjuntura marcada pela divergência. A herança desse período é percebida até os dias atuais.

## Religiosidade na França

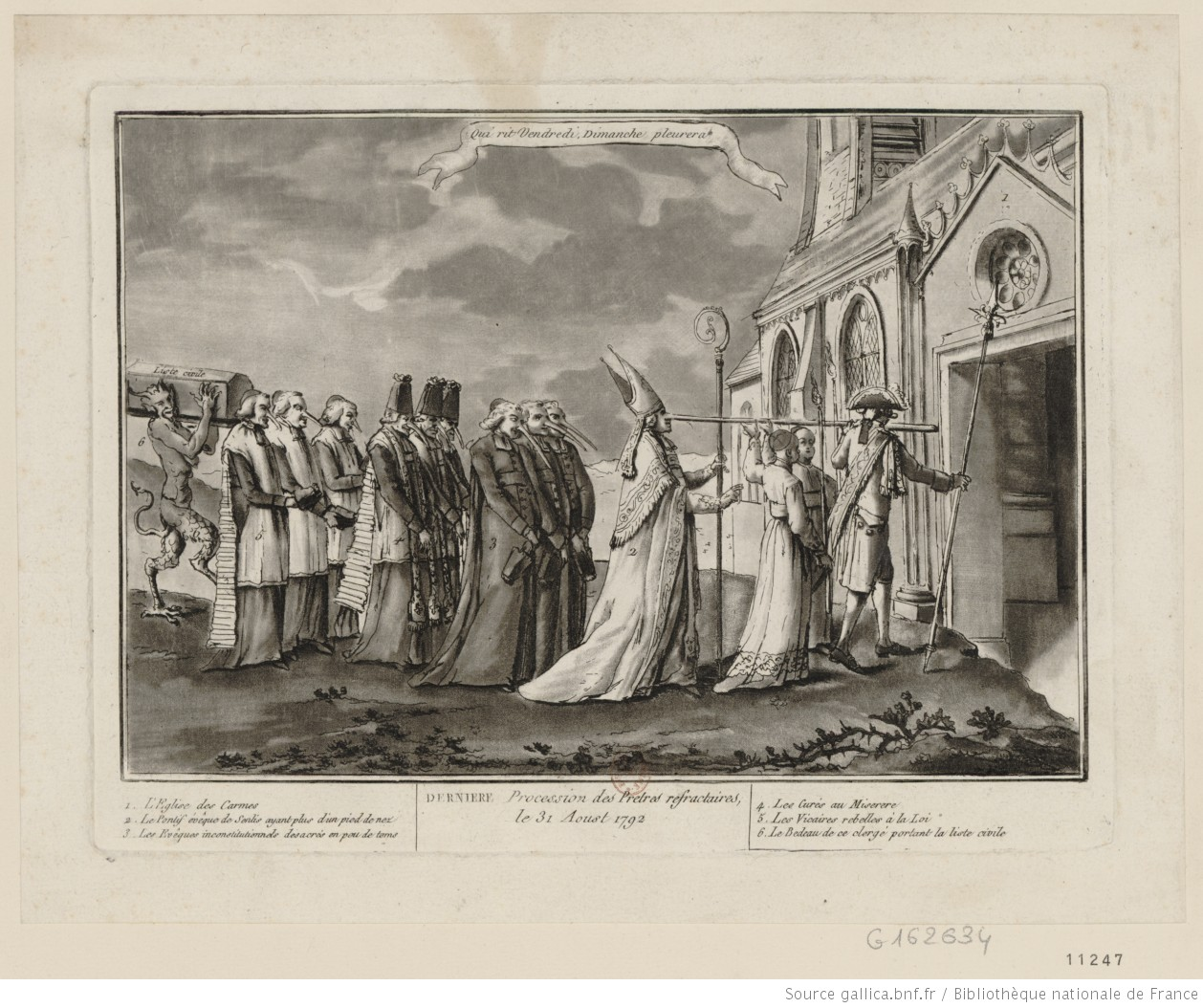
Procissão dos padres refratários, 31 de agosto de 1792. (Na imagem: padres com narizes longos, o Arcebispo de Paris na frente e uma criatura mítica segurando um caixão na retaguarda. Representa padres que eram contra a Constituição Civil do Clero e foram mortos em 1792, após se recusarem a fazer o juramento de lealdade).

Durante o séc. XVIII, a França tinha como sua religião única e oficial o catolicismo, o que resultava na subjugação das vertentes protestantes. A Igreja detinha os enquadramentos de todos os aspectos individuais e coletivos da vida dos cidadãos franceses, como, por exemplo: estado civil, ensino, medicina. Porém, com o acontecimento da Revolução, o poder do catolicismo se viu contestado e os privilégios clericais suprimidos. 
A partir de 1792, a França passa por um processo de avanço gradual na laicidade. Processos como os registros documentais de casamentos, nascimentos e óbitos já passaram a ser responsabilidade do Estado francês e não das instituições católicas, como era antes. 
Com a separação do Estado e da Igreja em 1795, acabou se tornando responsabilidade do Estado francês manter a liberdade religiosa. Porém, com a ascensão de Napoleão Bonaparte ao Consulado, assinou-se um acordo (Concordata de 1801) que procurou restabelecer as relações entre o estado francês e Roma, assegurando também a liberdade de culto e crença entre o catolicismo, calvinismo, luteranos e judeus.
Mesmo depois disso, ainda houve muita instabilidade em torno da questão religiosa. Disputas de poder seguem ocorrendo, e medidas laicas e de supremacia católica se antagonizam no cenário político francês. Porém, destacam-se as leis instituídas pelos republicanos em 1879, pois marcam o processo de laicidade francês. Entre as mudanças, estão: a supressão da obrigação do repouso dominical (1879); interdição das congregações e expulsão da Companhia de Jesus (1880); secularização dos cemitérios (1881); laicização da escola primária (1882); supressão das orações públicas na câmara dos deputados e restabelecimento do divórcio (1884); supressão das Faculdades de Teologia do Estado e laicização dos hospitais (1885); laicização do pessoal de ensino nos estabelecimentos laicos (1886); retirada dos símbolos religiosos dos tribunais e liberdade dos funerais (1887); e submissão dos seminaristas e dos clérigos ao serviço militar (1889).
Já no século XX, novas leis traziam a disponibilização de lugares de culto de forma gratuita à população, além da igualdade de todas as instituições religiosas perante o Estado, e por fim, no ano de 1945, a Igreja Católica anuncia, através de um comunicado papal, que aceitava a laicidade do governo francês, resultando na liberdade religiosa constitucional.